# Парламентские выборы в Словакии (2006)

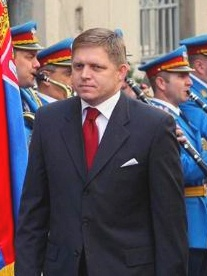
Роберт Фицо, ставший новым премьер-министром Словакии

Парламентские выборы в Словакии 2006 года состоялись 17 июня. На 150 мест Народной Рады Словацкой Республики претендовала 21 партия. Выборы проходили по пропорциональной системе.

## Результаты
| Партия                                                                 | Голосов          | Мест | Δ    |
| ---------------------------------------------------------------------- | ---------------- | ---- | ---- |
| Курс — социальная демократия                                           | 671 185 (29,14%) | 50   | ▲ 25 |
| Словацкий демократический и христианский союз — Демократическая партия | 422 815 (18,35%) | 31   | ▲ 3  |
| Словацкая национальная партия                                          | 270 230 (11,73%) | 20   | ▲ 20 |
| Партия венгерской коалиции                                             | 269 111 (11,68%) | 20   | ▬    |
| Народная партия — Движение за демократическую Словакию                 | 202 540 (8,79%)  | 15   | ▼ 21 |
| Христианско-демократическое движение                                   | 191 443 (8,31%)  | 14   | ▼ 1  |
| Коммунистическая партия Словакии                                       | 89 418 (3,88%)   | 0    | ▼ 11 |
| Свободный форум                                                        | 79 963 (3,47%)   | 0    | ▬    |

## Последствия
По итогам выборов левоцентристская партия Курс — социальная демократия, популистская Народная партия — Движение за демократическую Словакию и националистическая Словацкая национальная партия сформировали правящую коалицию. Премьер-министром страны стал Роберт Фицо.